# Толлє (табір військовополонених)
44°43′26″ пн. ш. 33°49′32″ сх. д. / 44.723943428° пн. ш. 33.8255643390° сх. д.
Табір військовополонених Толлє був створений в 1942 році військовою адміністрацією Нацистської Німеччини під час окупації Криму поряд з Бахчисараєм, біля водосховища Егіз-Оба та с.Дачне (до 1948 - Толє).
Через табір пройшли близько 25 тисяч радянських військовополонених. Командири, комуністи, євреї та інші категорії, яких нацисти вважали ворогами режиму, розміщувались в особливу зону табору, який прозвали «мишоловкою», де через невеликий час їх розстрілювали. З 5 по 15 липня було знищено 5500 чоловік. За оцінкою кримського історика Марка Гольденберга, в таборі Толлє були вбиті 1029 євреїв та 18 кримчаків, в основному військовополонених. 
Тіла загиблих хоронили за межами табору, іноді за залізницею, яка розташовувалась в кілометрі від нього. У 1944 році радянська комісія з розслідування нацистських злодіянь встановила, що біля водосховища Егиз-Оба знайдено 1500 могил жертв табору.

## Пам'ять
1970 року в 100 метрах на північний захід від межі колишнього табору була встановлена меморіальна табличка. 1985 року споруджений пам'ятник (художник Кель В.М., архітектор Борісов В.Н., інженер Коломієць А.З.). Композицію пам'ятника створюють два гранітних пілона, які з'єднані колючим дротом. Над колючим дротом злітає вгору альбатрос, зроблений з литого металу.